# Cleopatra (Schiff, 1877)
Die Barge Cleopatra wurde ausschließlich für den Transport der  „Nadel der Kleopatra“, eines Obelisken, von Ägypten nach London 1877/78 konstruiert.

## Einzelheiten
Im Jahr 1819 schenkte der ägyptische Vizekönig Mehemed Ali Großbritannien in Anerkennung der Siege Lord Nelsons in der Seeschlacht bei Abukir und Sir Ralph Abercrombys in der Schlacht bei Alexandria einen fast 22 m hohen und 180 Tonnen schweren Obelisken. Die britische Regierung machte in den darauffolgenden Jahrzehnten verschiedenen fruchtlose Anläufe, den Obelisken nach London zu transportieren.
Erst 1877 fanden sich der Ingenieur John Dixon und der wohlhabende Freimaurer Sir Erasmus Wilson bereit, das Projekt in Angriff zu nehmen. Dixon entwarf einen Plan für eine 28 Meter lange zylindrische Barge, in der der Obelisk von einem Schlepper nach England gebracht werden sollte. Wilson brachte rund 15.000 Pfund (etwa zwei Millionen US-Dollar nach heutigem Wert) in das Projekt ein.
Die Sektionen der Barge wurden in Großbritannien  vorgefertigt und in Teilen nach Alexandria verschifft. Vor Ort setzte man die Einzelteile um den am Strand liegenden Obelisken herum zusammen und rollte den Schwimmkörper ins Meer. Erst daraufhin wurden Ruder, Mast und Decksaufbau am Rumpf angebracht und das Fahrzeug auf den Namen Cleopatra getauft.

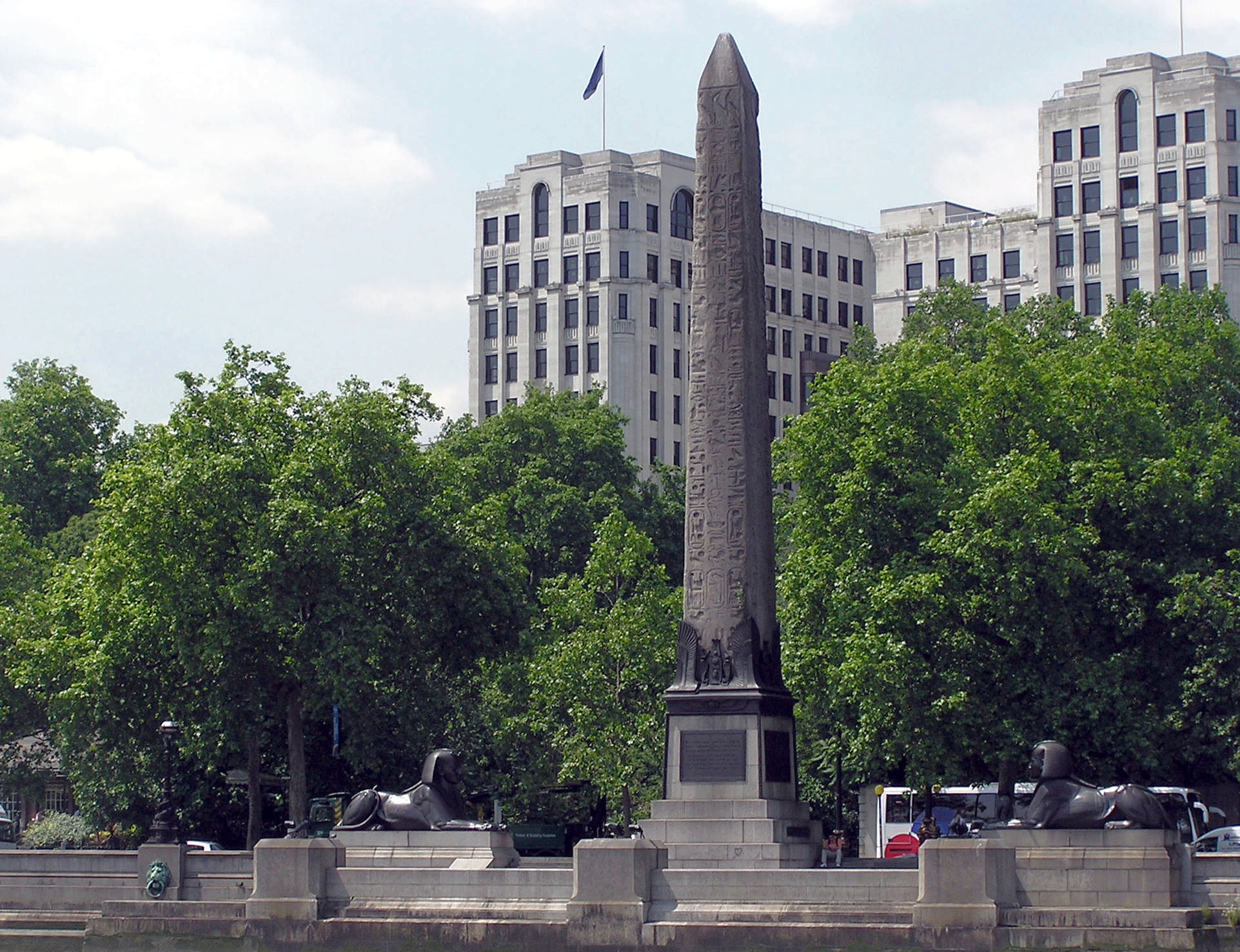
Der Obelisk an seinem Standort in London

Am 21. September 1877 begann der Obelisk von Alexandria in der Cleopatra im Schlepp des Dampfschleppers Olga seine Reise nach London. Am 14. Oktober 1877 geriet der Schleppzug in der Biskaya in ein schweres Schlechtwetter, woraufhin die Olga den Anhang nicht mehr sicher schleppen konnte. Ein Boot mit sechs Freiwilligen (darunter der Sohn des Schlepperkapitäns) wurde zu Wasser gebracht, um die fünf Mann Besatzung und den Schiffsführer des Anhangs abzubergen. Das Boot kenterte in der groben See und alle sechs Mann ertranken. Ungeachtet dessen sandte die Olga ein weiteres Boot, dessen Rettungsaktion gelang. Die Schleppleine zur Cleopatra wurde gekappt und die Barge, die schnell außer Sicht geriet, aufgegeben.
Später sichtete der Glasgower Dampfer Fitzmaurice die offensichtlich unbeschädigt gebliebene Cleopatra und brachte sie sicher in den nordspanischen Hafen Ferrol ein. Dort wurde die Cleopatra repariert und am 15. Januar 1878 vom Dampfschlepper Anglia abgeholt.
Am 21. Januar 1878 traf der Schleppzug schließlich in Gravesend an der Themsemündung ein. Die Cleopatra wurde zerlegt, um an den Obelisken zu gelangen, und später verschrottet. Am 12. September 1878 wurde der Obelisk in London am Nordwestufer der Themse aufgestellt.